# Masclac
Masclat (en francès Masclat) és un municipi francès situat al departament de l'Òlt i a la regió d'Occitània.

## Demografia
| 1962                                       | 1968 | 1975 | 1982 | 1990 | 1999 | 2006 |
| ------------------------------------------ | ---- | ---- | ---- | ---- | ---- | ---- |
| 279                                        | 326  | 296  | 282  | 287  | 292  | 324  |
| Des de 1962: població sense dobles comptes |      |      |      |      |      |      |

## Administració
| Període   | Identitat         | Partit |
| --------- | ----------------- | ------ |
| 1989-2001 | Robert Lafon      | PCF    |
| 2001-2008 | Serge Combroux    |        |
| 2008-     | Monique Boutinaud |        |